# Подлуг (Сански Мост)
Подлуг је насељено мјесто у Босни и Херцеговини, у општини Сански Мост, које административно припада Федерацији Босне и Херцеговине. Према попису становништва из 1991. у насељу је живјело 650 становника.

## Становништво
| Националност       | 1991.        | 1981.        | 1971.        |
| Срби               | 623 (95,84%) | 580 (94,61%) | 579 (98,30%) |
| Муслимани          | 4 (0,61%)    | 6 (0,97%)    | 5 (0,84%)    |
| Хрвати             | 3 (0,46%)    | 1 (0,16%)    | 4 (0,67%)    |
| Југословени        | 18 (2,76%)   | 26 (4,24%)   | 0            |
| остали и непознато | 2 (0,30%)    | 0            | 1 (0,16%)    |
| Укупно             | 650          | 613          | 589          |